# Ademar Jordan
Ademar Jordão (1198–1212) foi um cavaleiro e trovador de Saint-Antonin no Rouergue. Ele foi, possivelmente, um vassalo da Raimon Jordão.
Ademar, aparentemente, participou na guerra contra a Cruzada Albigense, foi capturado por Simon de Montfort no dia 6 de Maio de 1212, e depois disto o seu paradeiro é desconhecido. Por ocasião de sua captura, ele compôs uma sirventes à maneira de Bertran de Born, Si tot m ai estat lonjamenz. A sua única outra canção é Pons, viscoms, lezir e sojor, um cobla esparsa ou cobla de circonstance.
Ademar também pode ter participado numa das Cruzadas (possivelmente a Quarta ou a Reconquista).